# フランク・トーリ
フランク・ジョゼフ・トーリ（Frank Joseph Torre, 1931年12月30日 - 2014年9月13日）は、アメリカ合衆国のプロ野球選手。元ロサンゼルス・ドジャース監督ジョー・トーリの実兄。

## 経歴
1951年にボストン・ブレーブス（現アトランタ・ブレーブス）と契約。1956年にメジャーデビュー。レギュラー一塁手ジョー・アドコックの守備固めを中心に111試合に出場。
1957年にレギュラーとなり、ブレーブスはウォーレン・スパーンやハンク・アーロンを擁しワールドシリーズに進出。ニューヨーク・ヤンキースを4勝3敗で破りワールドチャンピオンに輝いた。トーリも全7試合に出場し、2本塁打を記録した。
1958年に打率.309、6本塁打、55打点を記録。ブレーブスは2年連続でワールドシリーズに進出したが、ヤンキースに3勝4敗で破れ連覇はならなかった。
1961年オフにフィラデルフィア・フィリーズに移籍。1963年に引退。
三振が少なく、通算1482打数で三振はわずか64（23.2打数で1三振）だった。また守備も優れ、1957年と1958年にナショナルリーグ一塁手の守備率トップを記録した。通算守備率は.993。 
1996年に心臓移植手術、2006年には腎臓移植手術を行った。2014年9月13日に死去。